# سفالگری سلجوقی

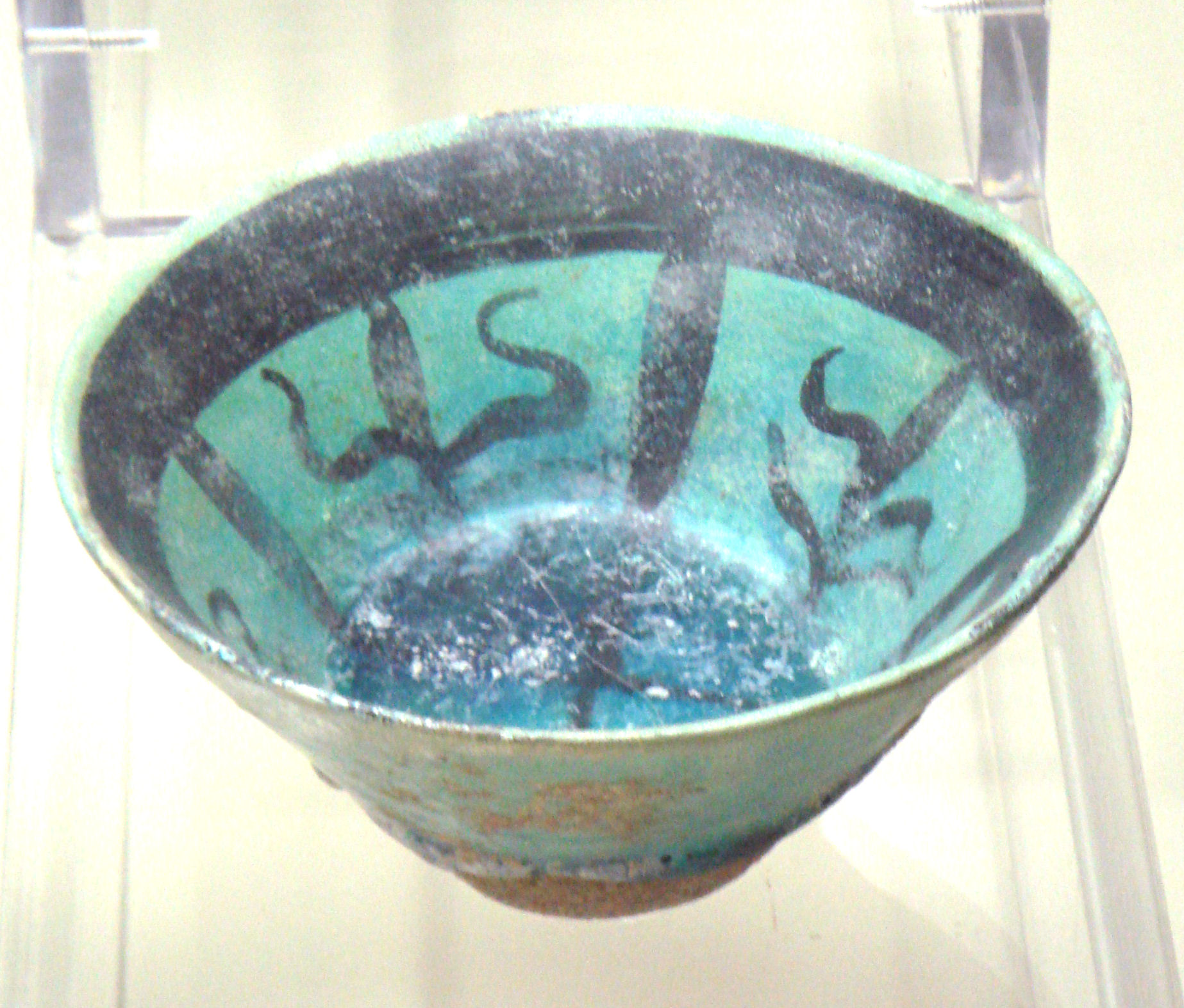
کاسه‌ای از دوره سلجوقی، قرن سیزدهم.

سفالگری سلجوقی شیوه‌ای از هنر سفالگری بود که در امپراتوری سلجوقی ظهور کرد. بعضی از سنت‌های سلجوقی‌ها در پایان این امپراتوری در سده چهاردهم میلادی، به امپراتوری عثمانی انتقال یافت؛ به خصوص مراحل نخستین سفالگری ایزنیک.
در کاشی‌های دوره سلجوقی از تکنیک مینایی استفاده شده‌است. این تکنیک شامل استفاده از هفت رنگ است، با رنگ‌های آبی، سبز و فیروزه ای که روی یک زیر لایه قرار داده شده و پخته شده‌است. سپس رنگهای دیگری مانند زرد، قرمز، سفید، سیاه و گاهی طلایی روی این قسمت اعمال می‌شده و در دمای پایین دوباره پخته می‌شدند.

## نگارخانه

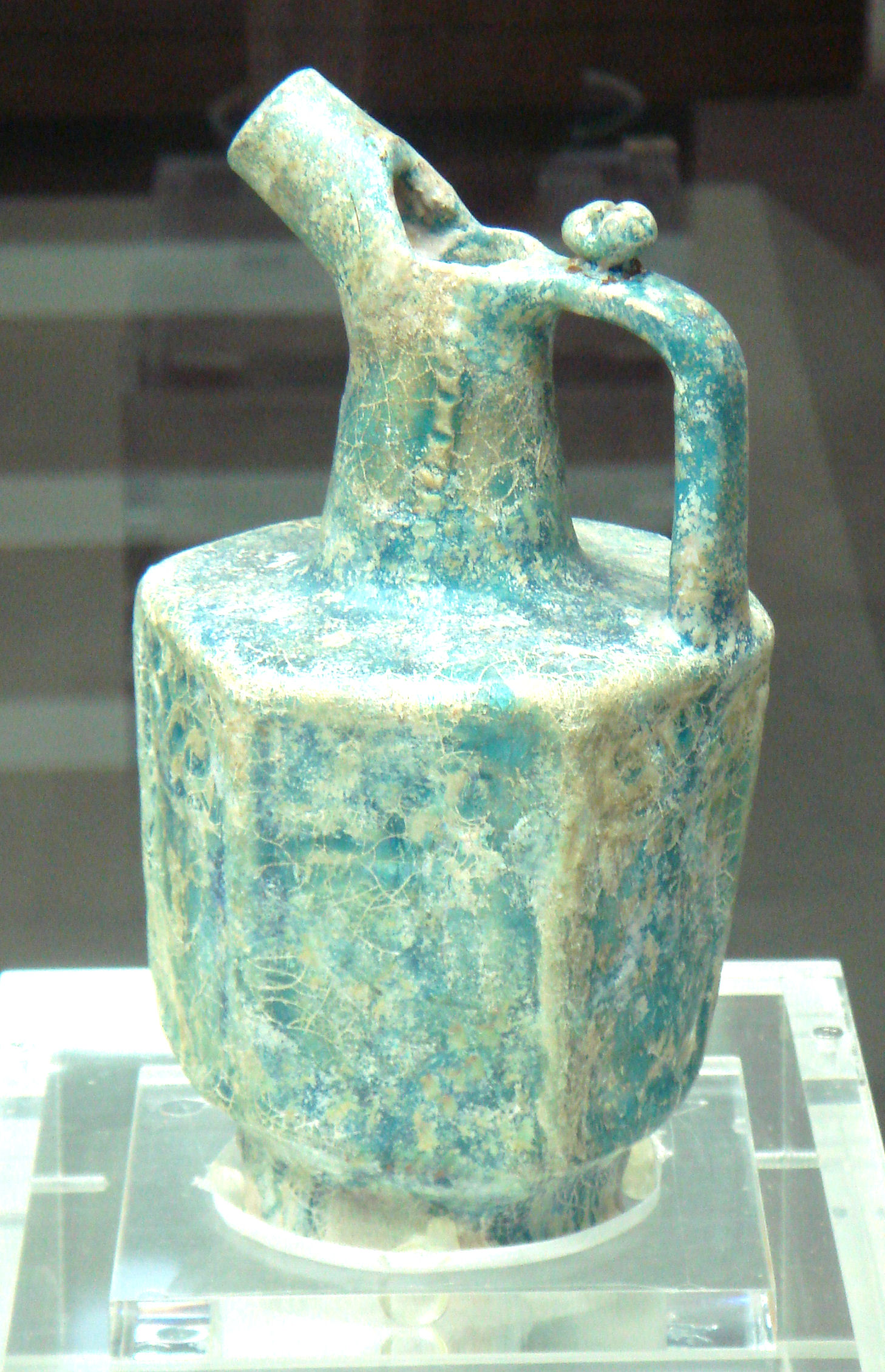
کوزه ، دوره سلجوقی، قرن دوازدهم.
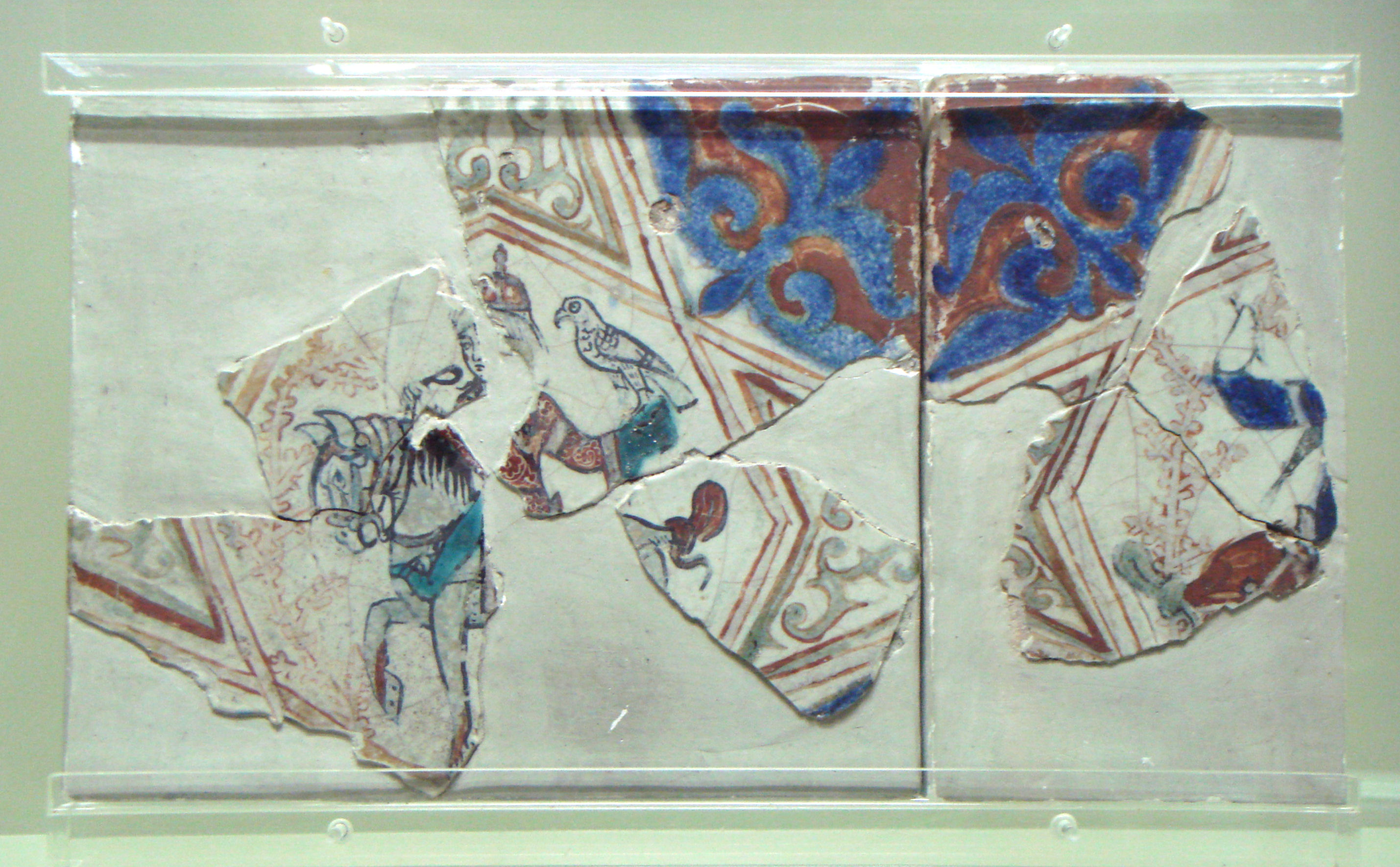
کاشی لعاب‌دار سلجوقی ، قونیه ، نیمه دوم قرن دوازدهم.
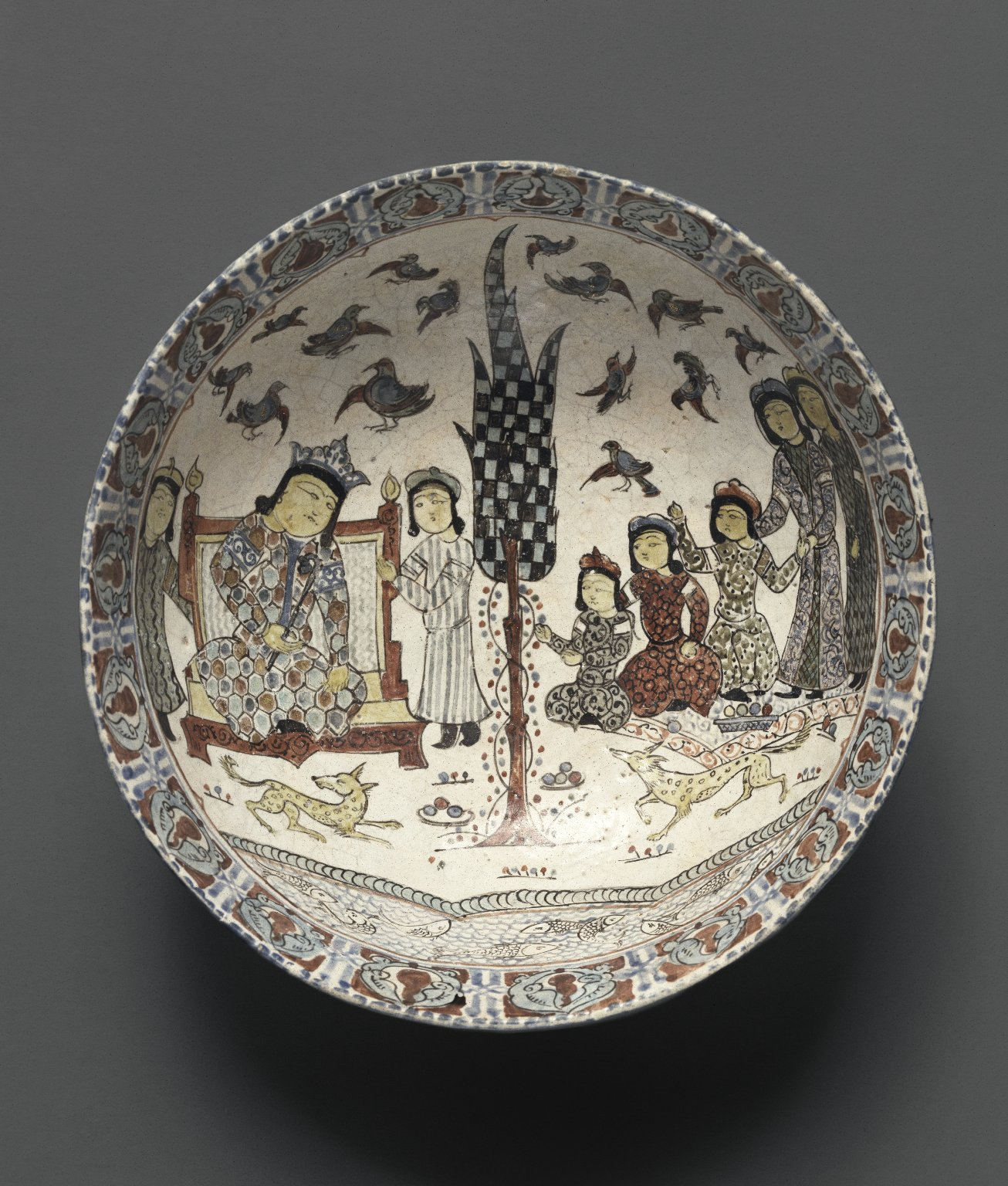
کاسه. دوره سلجوقی ، موزه بروکلین قرن دوازدهم
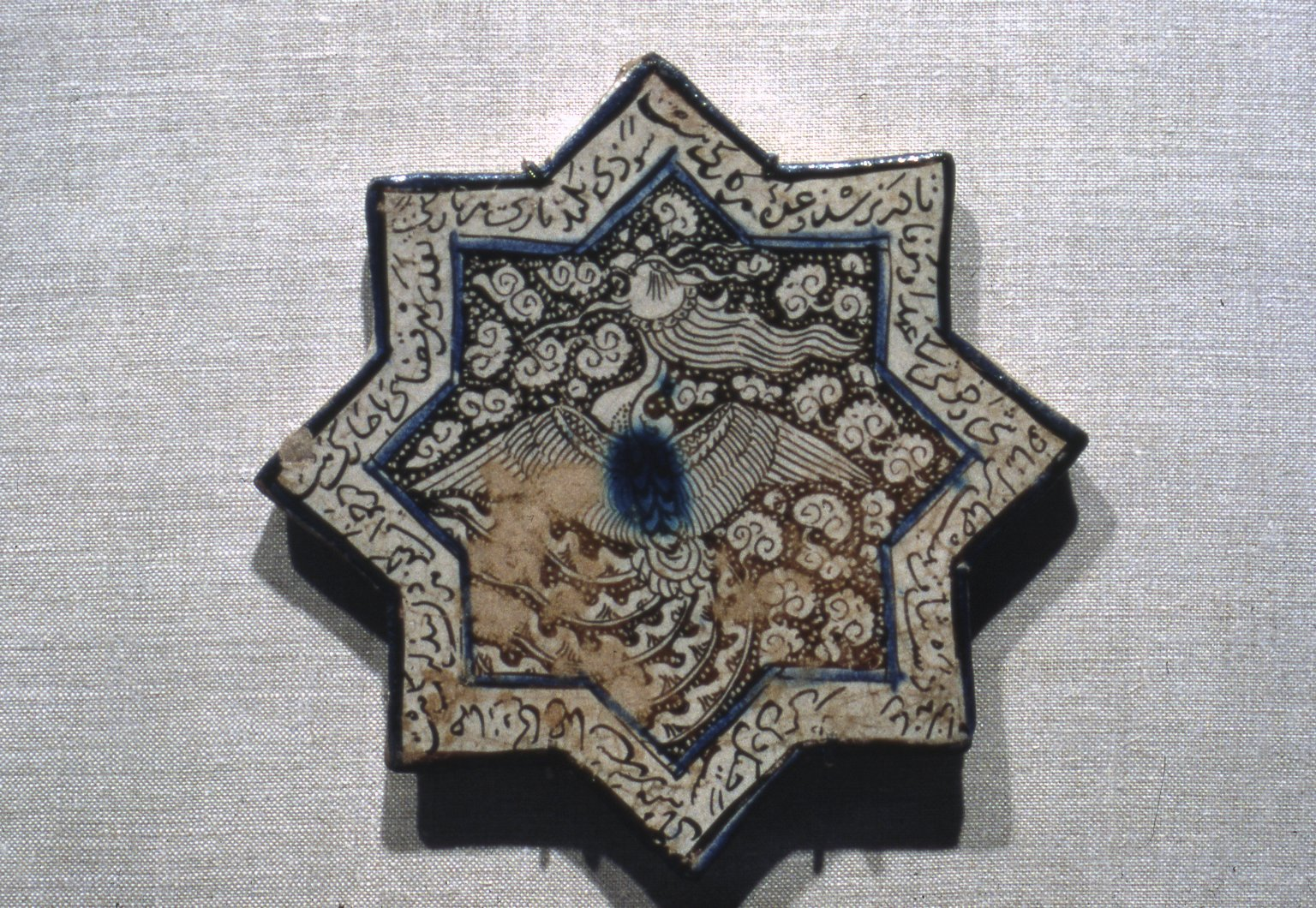
کاسه ، موزه بروکلین ، قرن سیزدهم میلادی